# 루카 베스트 베스트

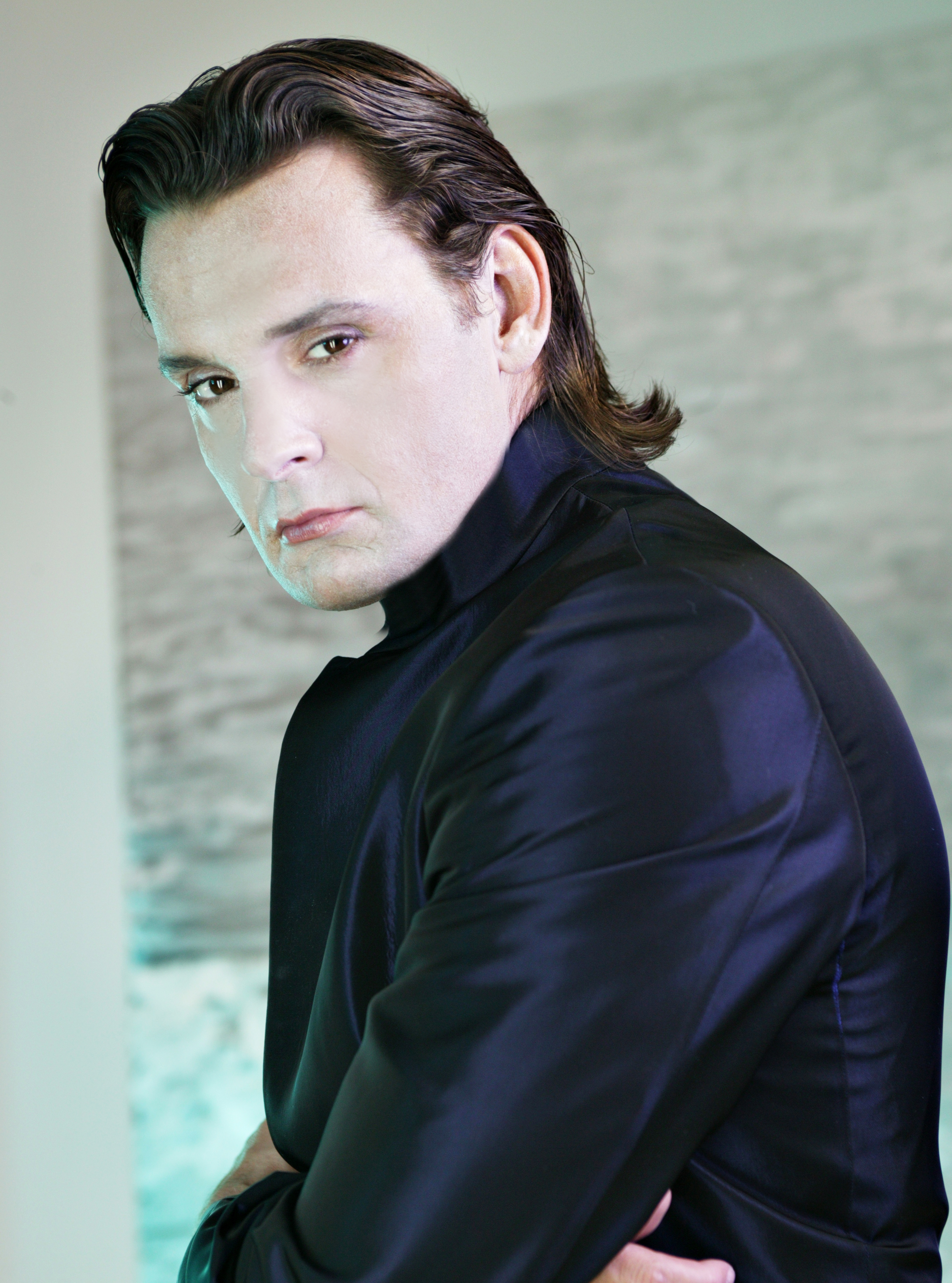

루카 베스트 베스트(Luca Bestetti, 1964년 10월 10일) 이탈리아 화가이자 조각가이다. 그의 스타일은 신 미래주의이다. 움직임의 예술에 전념하기 전에 그는 몇 년 동안 기계, 스케이트보드 및 오토바이 부품의 조각 작품을 만들었다. 자동차, 오토바이 및 경주의 세계를 사랑한다.

## 인생
루카 베스트 베스트는 유명한 편집인인 밀라노에서 태어났다.루카 베스트 베스트는 오랫동안 형이상학 적 미술의 창시자인 조르조 데 키리코의 유일한 제자였다..
그는 1979년부터 밀라노의 카툰 아카데미에서 공부했다. 1980년 베스트 메티는 아르마니의 모델이 되었다. 베스트 메티는 최고의 유럽 스케이트 보더가 된 후에 Los Angeles로 이동하여 스케이팅 딸랑이와 Street art를 Aerosol spray, Sticker art 스텐실. 1999년 그는 리드 싱어가 되었고 그는 [네오 미래파] 록 그룹 로켓의 주인이었다. 무대 이름 LBM으로 1992년 그는 2003년 뮤직 비디오 "Don't Stop"에 출연 한 미국 여배우 Randi Ingerman와 결혼하여 2005년 이혼했다.
2005년 로케츠 밴드를 떠난 이후, 그는  시간 및 동작에 대한 조각 연구를 위해 그림과 오토바이를 제작했다. 그는 2013년에 첫 솔로 페인팅 쇼를 가졌으며 2016년에는 Bettina Werner와 같은 아티스트도 포함하는 뉴욕 그룹의 일원이었다.
그의 작품은 캔버스에 오일, 종이, mechanical 자전거와 오토바이 엔진 테마를 특징으로 한다.

## 서지
- Max Pezzali, "I cowboy non mollano mai", Milan, 2014
- Sette, settimanale del Corriere della Sera - Edizioni 6-9 - Pagina 187, 2002

## 같이 보기
- 조르조 데 키리코